# Monte Mor
Monte Mor är en stad och kommun i delstaten São Paulo i Brasilien. Den är en västlig förort till Campinas, och folkmängden i kommunen uppgår år 2014 till cirka 54 000 invånare.